# Liste der Baudenkmäler in Trudering
Auf dieser Seite sind die Baudenkmäler im Münchner Stadtteil Trudering im Stadtbezirk 15 Trudering-Riem aufgelistet. Zu diesen Baudenkmälern gibt es auch eine Bildersammlung und ein Fotoalbum mit ausgewählten Bildern.
Diese Liste ist Teil der Liste der Baudenkmäler in München. Grundlage ist die Bayerische Denkmalliste, die auf Basis des bayerischen Denkmalschutzgesetzes vom 1. Oktober 1973 erstmals erstellt wurde und seither durch das Bayerische Landesamt für Denkmalpflege geführt und aktualisiert wird. Die folgenden Angaben ersetzen nicht die rechtsverbindliche Auskunft der Denkmalschutzbehörde.

## Einzelbauwerke
| Lage                                       | Objekt                                                                              | Beschreibung | Akten-Nr.        | Bild                                                                  |
| ------------------------------------------ | ----------------------------------------------------------------------------------- | --- | ---------------- | --------------------------------------------------------------------- |
| Birthälmer Straße 80 (Standort)            | Walmdachhaus                                                                        | spätklassizistisch, Mitte 19. Jahrhundert; Baugruppe mit Kirchtruderinger Straße 2. | D-1-62-000-767   | Walmdachhaus                                                          |
| Bürgermeister-Keller-Straße 1 (Standort)   | Wohnhaus                                                                            | erdgeschossiger Mansardsatteldachbau mit Zwerchhausvorbau und zwei Erkern mit zwischengespanntem Balkon, im Reformstil, vom Baugeschäft Hans Schatz, 1914 | D-1-62-000-10044 | Wohnhaus                                                              |
| Corinthstraße 13 (Standort)                | Kriegergedächtniskapelle Michaeliburg                                               | neugotisch, 1898; mit Ausstattung | D-1-62-000-1118  | weitere Bilder                                                        |
| Damaschkestraße 46 (Standort)              | Schnitterin-Brunnen                                                                 | mit Steinfigur, 1939 von Georg Gardi nach Entwurf von Simon Leibl | D-1-62-000-1212  | Schnitterin-Brunnen                                                   |
| Emplstraße 2 (Standort)                    | Stattlicher Bauernhof                                                               | Einfirsthof, zweigeschossiger, giebelständiger Satteldachbau mit Eisenbalkon, Wohnteil barockisierend, 1907; Hausmadonna, Anfang 20. Jahrhundert | D-1-62-000-1536  | Stattlicher Bauernhof                                                 |
| Nähe Fauststraße (Standort)                | Lourdes-Grotte mit Marienfigur im Strahlenkranz                                     | parabolisch geöffnete Konche aus Natursteinen, 1933; Rest des ehemaligen Kardinal-Faulhaber-Walderholungsplatzes | D-1-62-000-9869  | Lourdes-Grotte mit Marienfigur im Strahlenkranz                       |
| Friedenspromenade/Vogesenstraße (Standort) | Denkmal zur Erinnerung an das Gründungsjahr 1917 der Siedlung Gartenstadt Trudering | Obelisk in antikisierenden Formen, aus Stampfbeton, gestiftet von Mathias Grundler, wohl 1917. | D-1-62-000-11398 | weitere Bilder                                                        |
| Hochkönigstraße 12 (Standort)              | Friedrich-Ebert-Brunnen                                                             | um 1925/30 mit späterer Plakette; Ecke Sulzer-Belchen-Weg | D-1-62-000-2692  | Friedrich-Ebert-Brunnen                                               |
| Kirchtruderinger Straße 2 (Standort)       | Katholische Pfarrkirche St. Peter und Paul                                          | mittelalterlicher Sattelturm, sonst Neubau 1935–36 von Hans Döllgast; mit Ausstattung; im Ortskern von Kirchtrudering | D-1-62-000-3451  | weitere Bilder                                                        |
| Kirchtruderinger Straße (Standort)         | Kriegerdenkmal                                                                      | Muttergottesstandbild, bezeichnet Paul Hänisch 1920, auf hohem Sockelbau; Ecke Lehrer-Götz-Weg gegenüber der Kirche. | D-1-62-000-3454  | weitere Bilder                                                        |
| Kirchtruderinger Straße 17 (Standort)      | Gasthof Göttler                                                                     | zweigeschossige Anlage mit dreigeschossigen Ecktürmen, um 1900 | D-1-62-000-3452  | weitere Bilder                                                        |
| Kirchtruderinger Straße 20 (Standort)      | Kilihof                                                                             | Bauernhaus, spätes 19. Jahrhundert. | D-1-62-000-3453  | Kilihof                                                               |
| Lachenmeyrstraße 14/16/18 (Standort)       | Reihenhausgruppe                                                                    | barockisierend, mit Mansarddach; Teil einer geplanten Landhauskolonie Waldtrudering, 1911; mit Oberhuberstraße 11 | D-1-62-000-4892  | Reihenhausgruppe                                                      |
| Lohnrößlerweg 8 (Standort)                 | Hochbunker                                                                          | als viergeschossiger Turm über achteckigem Grundriss mit Zeltdach in der Tradition des spätmittelalterlich-frühneuzeitlichen Wehrbaus nach Plänen von Karl Meitinger aus dem Jahr 1941 errichtet (vormals Luftschutzbunker Nr. 6), Zugang über Freitreppe; an Straßengabelung freistehend             | D-1-62-000-7827  | weitere Bilder                                                        |
| Oberhuberstraße 11 (Standort)              | Reihenhaus                                                                          | barockisierend, mit Mansarddach; Teil einer geplanten Landhauskolonie Waldtrudering, 1911, mit Lachenmeyerstraße 14/16/18 | D-1-62-000-4892  | Reihenhaus                                                            |
| Solalindenstraße nahe Nr. 25 (Standort)    | Druden-Brunnen                                                                      | 1929 von Josef Kaltenbach | D-1-62-000-6555  | Druden-Brunnen                                                        |
| Truderinger Straße 265 (Standort)          | Ehemaliger Weinkeller mit Kelterei                                                  | 1897 von Josef Lutz für das Münchner Weinhaus Neuner als stattlicher Gewerbebau in historisierenden Formen errichtet; Standortwahl aus Gründen von Bahnverbindung und damaligen Zollbestimmungen. | D-1-62-000-6990  | weitere Bilder                                                        |
| Truderinger Straße 293 (Standort)          | Bauernhaus Bognerhof                                                                | mit Putzbändern, Balusterbalkon, wohl 1. Hälfte 19. Jahrhundert (im Kern älter) | D-1-62-000-6991  | weitere Bilder                                                        |
| Truderinger Straße 295 (Standort)          | Erdgeschossiges Kleinhaus                                                           | 2. Hälfte 19. Jahrhundert; ehemaliges Austraghäusl zu Nr. 293 | D-1-62-000-6992  | Erdgeschossiges Kleinhaus                                             |
| Truderinger Straße 306 (Standort)          | Gasthof Obermeier                                                                   | Traufseitbau, im Kern 18./19. Jahrhundert. | D-1-62-000-6993  | weitere Bilder                                                        |
| Turnerstraße 46 (Standort)                 | Ehemalige Volksschule                                                               | sogenannte Ostmark-Schule, jetzt Grundschule an der Turnerstraße, dreigeschossiger Satteldachbau mit weit überstehendem Dach und niedrigem Nebenflügel mit Turnhalle, im Heimat- bzw. Heimatschutzstil, von Hermann Leitenstorfer, 1937/38                                                            | D-1-62-000-9793  | weitere Bilder                                                        |
| Unnützstraße 12 (Standort)                 | Wohnhaus                                                                            | eingeschossiger verputzter Mansardwalmdachbau mit weitem profiliertem Dachüberstand, seitlichem Eingangsvorzeichen und gartenseitigem Polygonalerker mit Dachterrasse, in expressionistisch beeinflussten Heimatstilformen, von Gottfried Lanner, 1927; mit Einfriedung aus Stampfbeton, gleichzeitig | D-1-62-000-11272 | Wohnhaus                                                              |
| Waldschulstraße 20 (Standort)              | Ehemalige Volksschule, sogenannte Waldschule, jetzt Kindertagesstätte               | zweigeschossiger Bau über hohem Sockelgeschoss mit flachem Walmdach und breitem Traufüberstand, horizontale Bändergliederung und bänderartig zusammengefasste Fenster, in Formen der Neuen Sachlichkeit, von M. R. Berthold, 1929/30                                                                  | D-1-62-000-9799  | Ehemalige Volksschule, sogenannte Waldschule, jetzt Kindertagesstätte |
| Waldtruderinger Straße 60 (Standort)       | Uta-Brunnen                                                                         | bildstockartig mit Reliefs, 1914 von August Erlacher | D-1-62-000-7318  | Uta-Brunnen                                                           |

## Ehemalige Baudenkmäler
In diesem Abschnitt sind Objekte aufgeführt, die früher einmal in der Denkmalliste eingetragen waren, jetzt aber nicht mehr. Objekte, die in anderem Zusammenhang – also z. B. als Teil eines Baudenkmals – weiter eingetragen sind, sollen hier nicht aufgeführt werden. Aktennummern in diesem Abschnitt sind ehemalige, jetzt nicht mehr gültige Aktennummern. 

| Lage                    | Objekt     | Beschreibung                                                                                             | Akten-Nr.       | Bild       |
| ----------------------- | ---------- | --- | --------------- | ---------- |
| Emplstraße 4 (Standort) | Bauernhaus | aus der Zeit um 1850; 2012 aus der Denkmalliste gestrichen, da nicht mehr anschaulich erhalten           |                 | BW         |
| Emplstraße 5 (Standort) | Bauernhaus | erdgeschossig, Wageneinfahrt vom Typ Froschmaul, um 1840 in der aktuellen Denkmalliste nicht verzeichnet | D-1-62-000-1538 | Bauernhaus |